# Heimweiler
Heimweiler là một đô thị thuộc huyện Bad Kreuznach trong bang Rheinland-Pfalz, phía tây nước Đức. Đô thị Heimweiler có diện tích km², dân số thời điểm ngày 31 tháng 12 năm 2006 là người.